# コソボの国章
コソボの国章（コソボのこくしょう）は2008年2月17日のセルビアからの独立宣言時に制定されたコソボの徽章である。
金で縁どられた青い盾の中には金で描かれたコソボのシルエットと、その上に輝く6つの白い星が描かれている。盾の中の絵は国旗と同じデザイン。地の色である青は欧州旗からとっており、欧州（EU）との協調路線を象徴する。6つの白い星はコソボに住む6つの主要民族、すなわちアルバニア人、セルビア人、トルコ人、ロマ（アッシュカリィおよびエジプト人を含む）、ゴーラ人、ボシュニャク人の融和と共生を象徴する。